# Adrien-François Servais

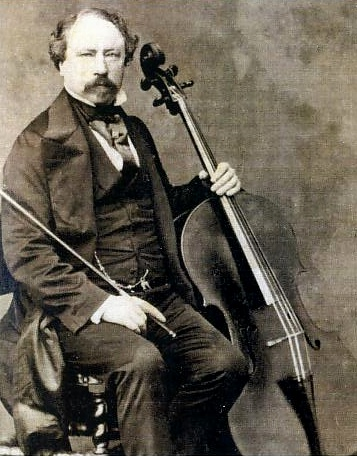
Adrien-François Servais.

Adrien-François Servais, född den 6 juni 1807, död den 26 november 1866, var en belgisk violoncellvirtuos. Han var far till Franz och Joseph Servais.
Servais gjorde flera konsertturnéer och blev 1848 professor vid konservatoriet i Bryssel. Han konserterade i Stockholm 1863. Servais komponerade för sitt instrument tre konserter och 16 fantasier med mera.